# رينو 6
رينو 6 سيارة من إنتاج مصنع السيارات الفرنسي رينو.وتصنف السيارة كـ سيارة عائلية صغيرة, مصغرة.إصدار هذا الموديل جاء تعويضا لموديل رينو 8 وتلاه رينو 14.
بدأ إنتاجها سنة 1968 واستمر إلى غاية سنة 1980.